# Jacques Izoard
Jacques Izoard (* 29. Mai 1936 in Lüttich; † 19. Juli 2008 ebenda) war ein belgischer Dichter französischer Sprache.

## Leben und Werk
Jacques Delmotte traf 1958 André Breton und Jules Supervielle und veröffentlichte ab 1962 eigene Dichtung unter dem Pseudonym Jacques Izoard, ab 1971 in den Pariser Verlagen Grasset und Belfond. Ab 1972 gab er in Lüttich die Literaturzeitschrift Odradek (bis 1979) heraus. Er entdeckte die Lütticher Dichter Eugène Savitzkaya (* 1955) und Robert Varlez (* 1947) und war entscheidend für die 1975 erfolgte informelle Gründung der Lütticher Literatengruppe (Groupe de Liège).
Jacques Izoard erhielt 1979 den Prix Mallarmé, 1999 den Prix Alain Bosquet, 2001 den Dreijahrespreis für Dichtung der Französischen Gemeinschaft Belgiens und 2006 den Prix Louis Montalte der Société des gens de lettres (SGDL). Seine gesammelte Dichtung erschien 2006–2011 in 3 Bänden.

## Gesammelte Werke
- Œuvres complètes. Hrsg. Gérald Purnelle. 3 Bde. La Différence, Paris 2006–2011.
  - 1. Poésie 1951–1978. 2006.
  - 2. Poésie 1979–2000. 2006.
  - 3. Poésie 2000–2008. 2011.